# Peggy Knudsen
Margaret Ann Knudsen, detta Peggy (Duluth, 22 aprile 1923 – Encino, 11 luglio 1980), è stata un'attrice statunitense.

## Filmografia parziale

### Cinema
- L'anima e il volto (A Stolen Life), regia di Curtis Bernhardt (1946)
- Il grande sonno (The Big Sleep), regia di Howard Hawks (1946)
- Perdutamente (Humoresque), regia di Jean Negulesco (1946)
- Roses Are Red, regia di James Tinling (1947)
- Senza catene (Unchained), regia di Hall Bartlett (1955)
- Istanbul, regia di Joseph Pevney (1957)

### Televisione
- L'uomo ombra (The Thin Man) – serie TV, episodio 1x04 (1957)
- Panico (Panic!) – serie TV, episodio 1x08 (1957)
- The Adventures of Ozzie and Harriet – serie TV, 4 episodi (1958-1961)
- Lock-Up – serie TV, episodio 1x01 (1959)
- Tightrope – serie TV, episodio 1x16 (1959)
- Pete and Gladys – serie TV, episodio 1x02 (1960)